# Михаїл (Аніщенко)
Михаїл (в миру Аніщенко Михайло Олексійович; нар. 18 вересня 1976 , Хабаровськ ) — ієрарх Константинопольского Патріархату, екзарх Вселенського патріарха в Україні, титулярний єпископ Команський.
Голова Ставропігії Вселенського патріарха в Україні — постійного представництва Константинопольської православної церкви в українській столиці, в Андріївському храмі (з 11 січня 2019).

## Життєпис
Михайло Аніщенко народився 18 вересня 1976 у Хабаровську в родині військовослужбовця, але з дитинства жив у Луцьку.
1994—1998 — навчався у Волинській духовній семінарії УПЦ (МП), яку закінчив, отримав висвяту від тоді ще архієпископа Ніфонта. Спочатку мав намір до чернечого послуху у Почаївській Лаврі, але митр. Ніфонт вмовив його залишитися на Волині, щоб там прислужитися до розбудови церковного життя, відродження чернецтва. Однак у Чарторийський чоловічий монастир, створений у 1996 р., настоятелем призначили іншого священника, а отця Михайла залишили служити у Луцьку.
Служив у Луцьку та був кліриком кафедрального собору Всіх Святих землі Волинської Волинської єпархії УПЦ (МП).
Був також викладачем Волинської духовної семінарії УПЦ (МП) у Луцьку, дописувачем єпархіальної газети «Дзвони Волині». Активно займався місіонерською діяльністю, брав участь у організаціях вечорів церковної пісні та церковної музики, різноманітних благодійних акціях.
Спочатку, коли секретарем Волинської єпархії УПЦ (МП) до 2002 року працював протоієрей Олександр Колб, отець Михаїл був на хорошому рахунку в єпархії.
Потім десять років навчався у Греції, а пізніше здійснював служіння настоятелем храму преподобного Аліпія Стовпника Константинопольського патріархату в Анталії (Туреччина), яка належить до Пісідійської митрополії.
Також розглядався як кандидат на виборах на пост глави Архиєпископії православних російських церков у Західній Європі.

## Екзарх Вселенського патріархату у Києві
На засіданні Священного Синоду Константинопольського патріархату (з 9 по 11 січня 2019) призначений Головою київської Ставропігії — тобто Андріївської церкви, яка є постійним представництвом Константинопольської церкви в українській столиці.
2 лютого 2019 в Андріївській церкві відбулася хіротесія архімандрита Михаїла в екзарха Вселенського патріархату у Києві, яку очолив митрополит Галльський Еммануїл (Адамакіс) у співслужінні грецьких ієрархів.
3 лютого 2019 взяв участь в інтронізації блаженнішого митрополита Епіфанія.
6 жовтня 2020, Священним Синодом Вселенського Патріархату за пропозицією Вселенського Патріарха Варфоломія, архімандрита Михаїла було обрано титулярним єпископом Команським. Останнім, хто титулувався єпископом Команським був владика Гавриїл (де Вільдер), який очолював єпархію в Парижі (Архієпископія православних російських церков у Західній Європі).
8 листопада 2020 його було висвячено у сан єпископа Команського. Хіротонію очолив константинопольський патріарх Варфоломій, йому співслужили ієрархи Вселенського трону: митрополит Іконійський Феоліпт (Фенерліс), митрополит Мир Лікійських Хризостом (Калаїдзіс), а також ієрархи Православної Церкви України: митрополит Переяславський і Вишневський Олександр (Драбинко) та єпископ Володимир-Волинський і Турійський Матфей (Шевчук).
У січні 2023 року єпископ Команський очолив видання богослужбового Євангелія у форматі Апракос (лекціонарій) українською. Перше видання цього напрестольного Євангелія було здійснено за фінансової підтримки УПЦ США та розповсюджувалося безкоштовно. На сайті Ставропігії було розміщено для вільного завантаження електронну версію Євангелія.
Того ж року, завдяки інціативі єпископа Михаїла і фінансовій підтримці української діаспори з США, особливо митрополита Антонія (Щерби), предстоятеля УПЦ США та архиєпископа Даниїла (Зелінського), у Ставропігії Вселенського Патріарха в Україні було організовано пункт незламності, який був забезпечений електрогенератором, духовною літературою, місцем для перебування під час повітряних тривог. Там люди могли зігрітись, побесідувати із священнослужителем, зарядити пристрої.

## Галерея

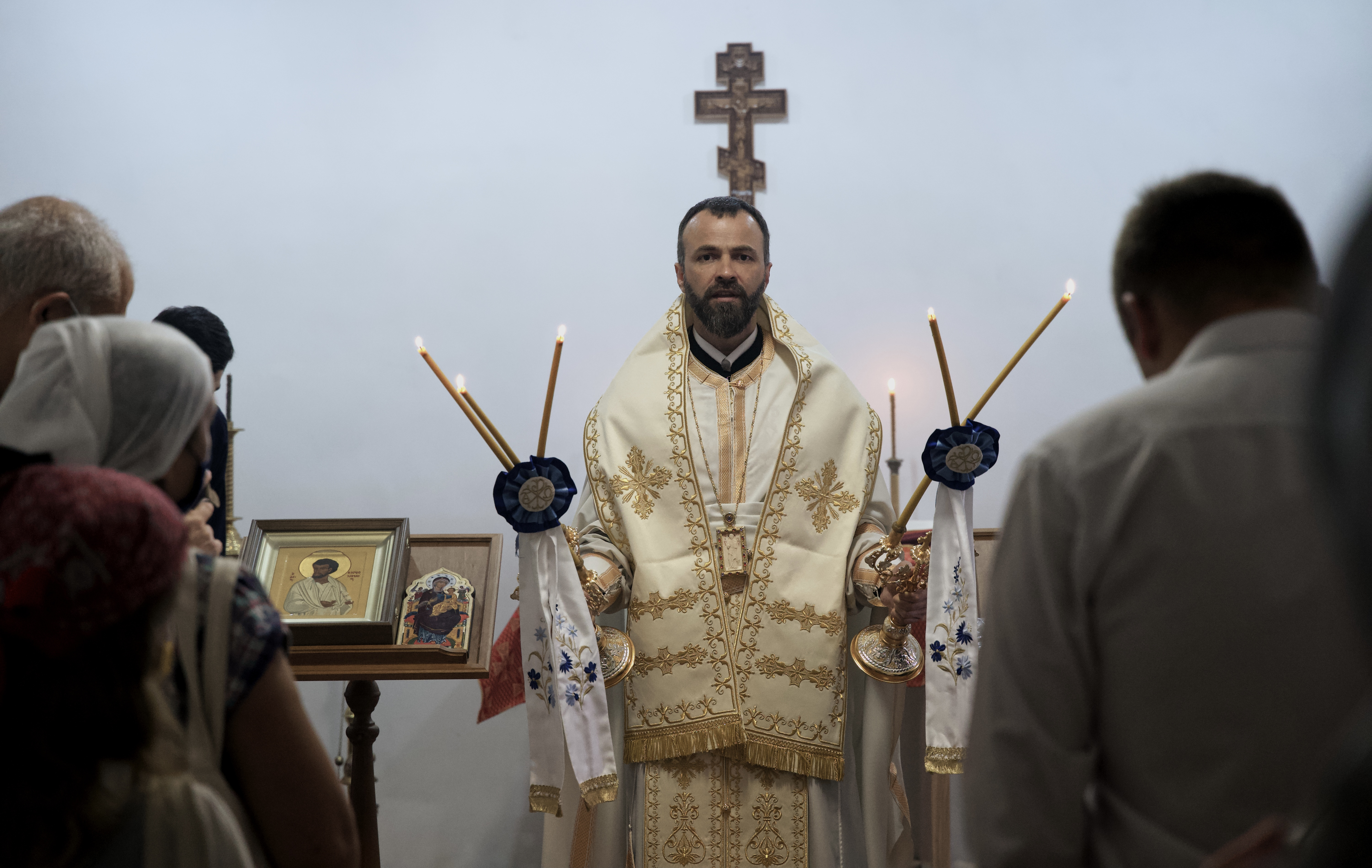
2021 рік, липень. Богослужіння в нижньому храмі Андріївської Церкви.
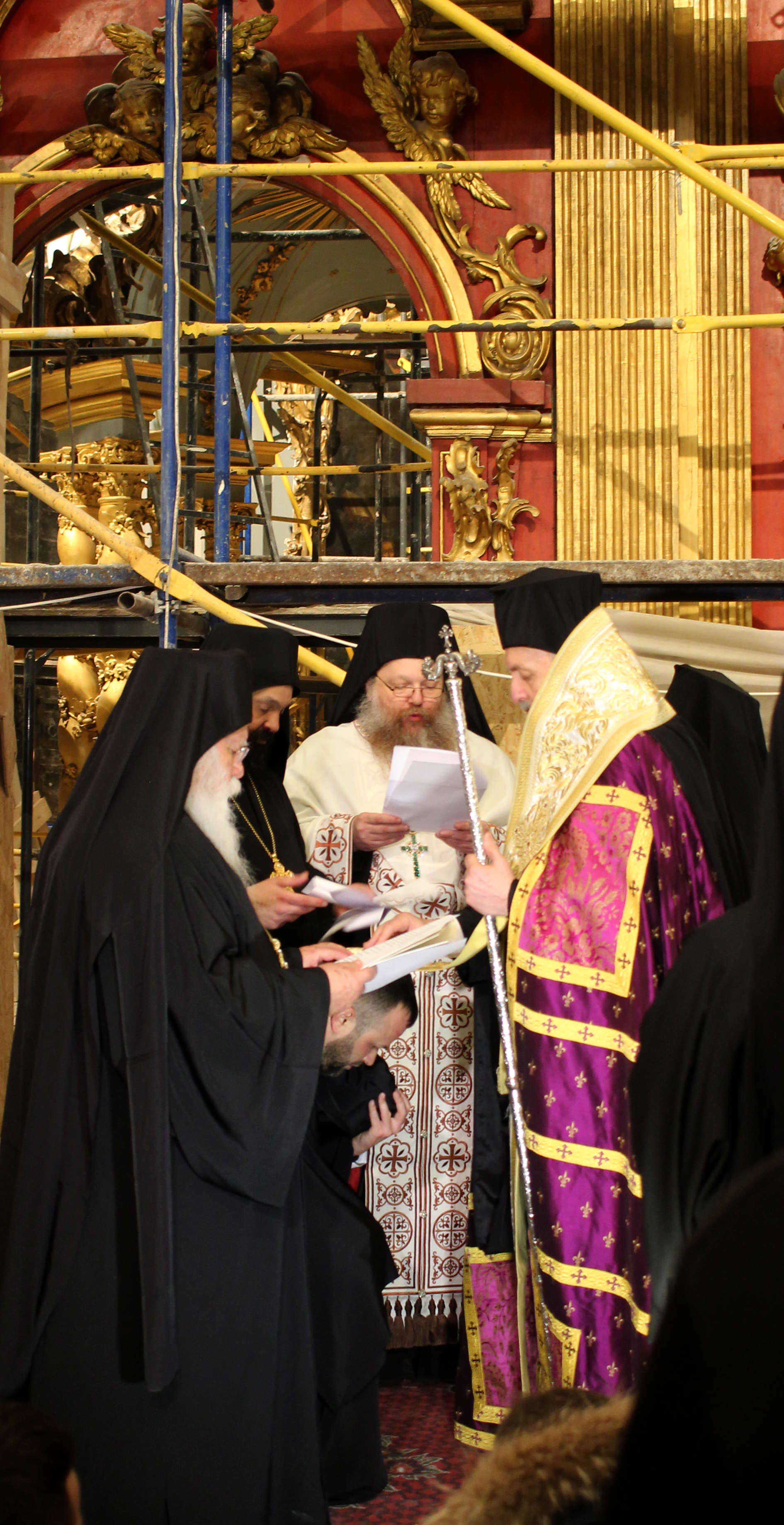
Хіротесія архімандрита Михаїла на екзарха Вселенського патріархату у Києві (2 лютого 2019)
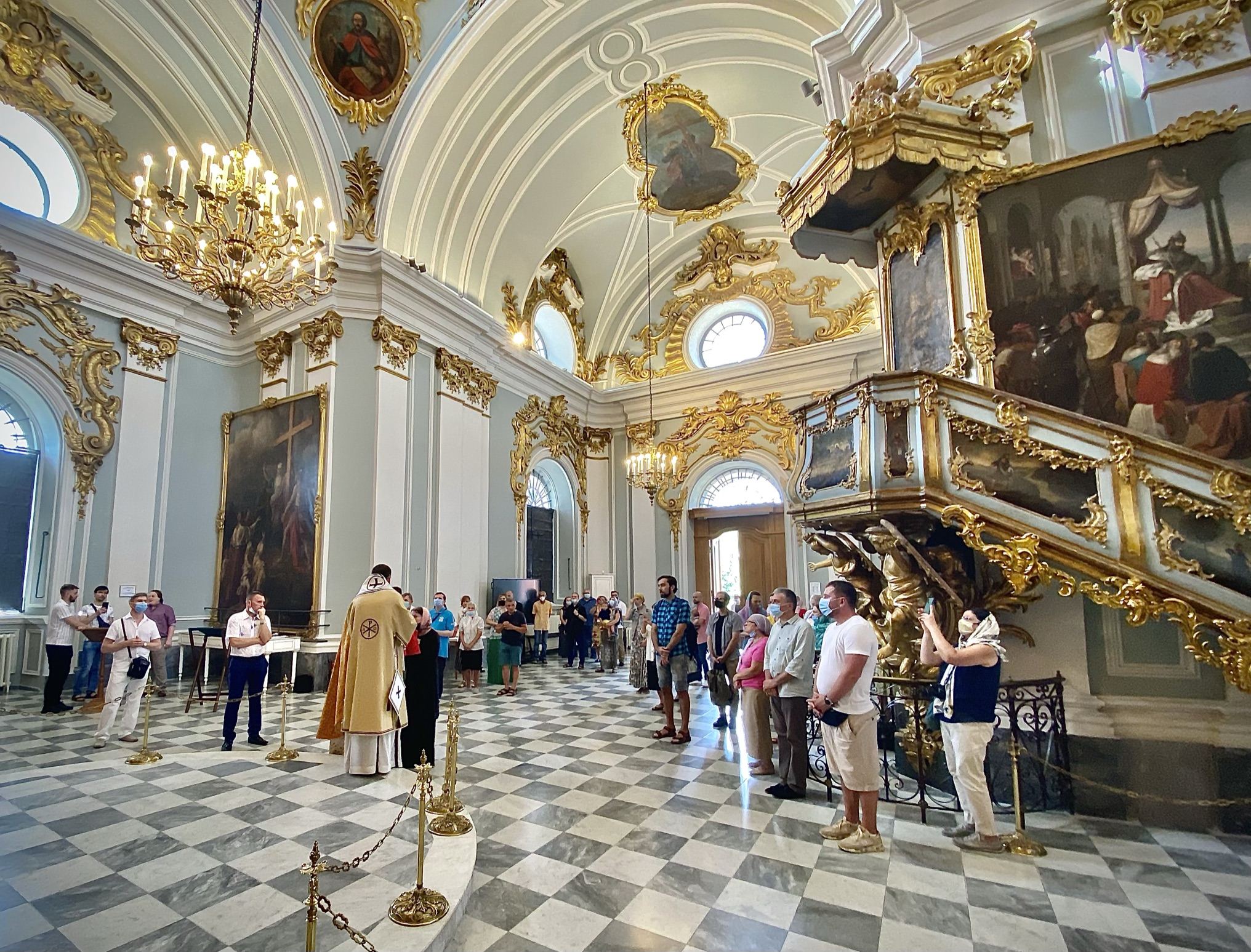
єпископ Михаїл на богослужінні у 2021 році (1 серпня)
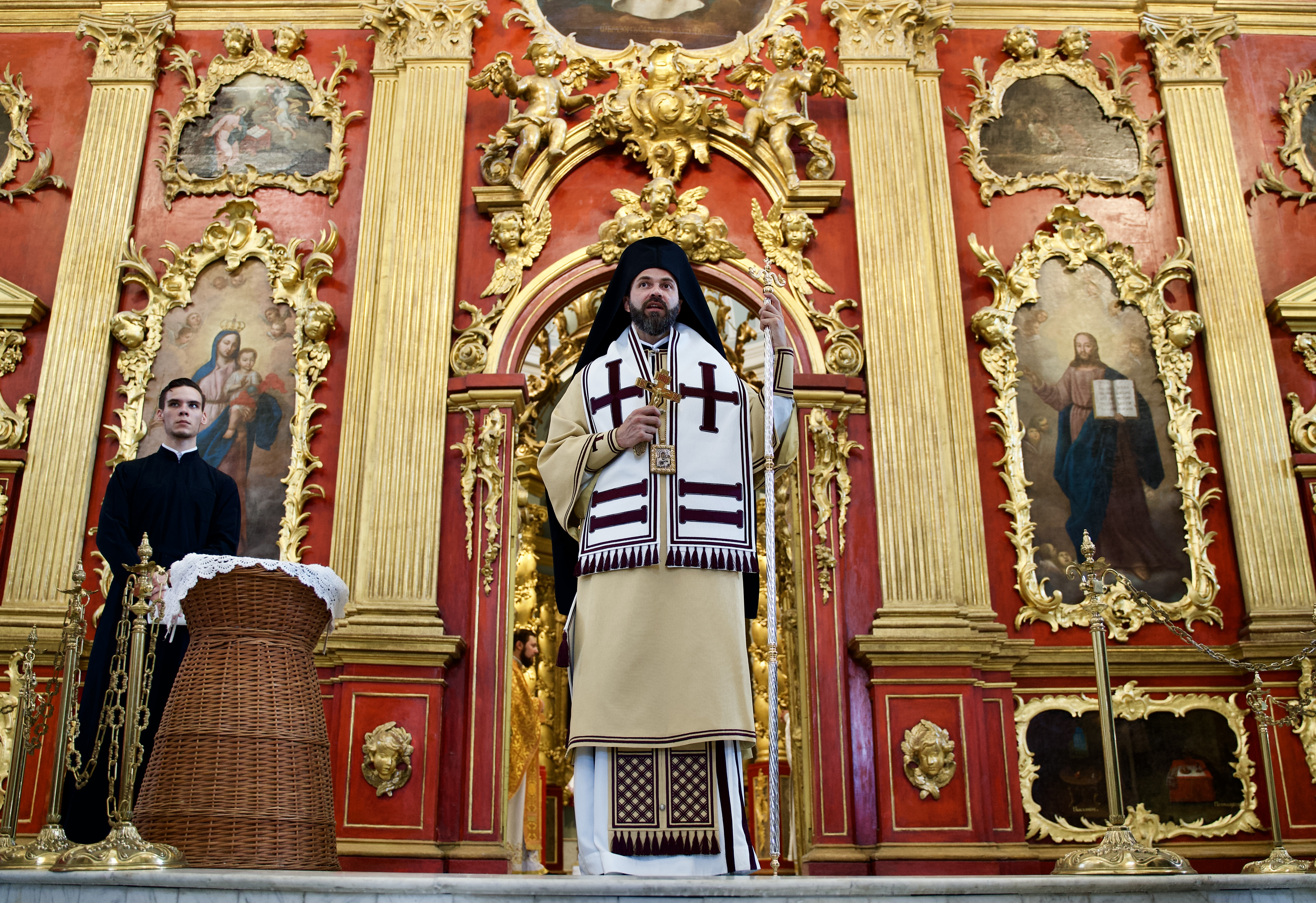
єпископ Михаїл на богослужінні у 2021 році (1 серпня)